# Liste des évêques de Lisieux
Pour un article plus général, voir Ancien diocèse de Lisieux.
Depuis 1026, l'évêque de Lisieux porte de droit le titre de comte de Lisieux, il est donc évêque-comte de Lisieux.

## Liste desévêquesdeLisieux
| Portrait | Dates                 | Titulaire                                       | Notes |
| -------- | --------------------- | ----------------------------------------------- | --- |
|          | vers 500              | Litharède                                       | |
|          | 538 - 549             | Thibaud                                         | Theudobaudis, Theudebaud ou Theudobaud, présent aux 3e et 4e conciles d'Orléans, représenté au 5e concile en 549.                              |
|          | fin du VIe siècle     | Aetherius                                       | |
|          | vers 640              | Austase                                         | |
|          | vers 644              | Launobaud                                       | |
|          | vers 660              | Hinchon                                         | |
|          | vers 663              | Leodebold                                       | |
|          | 820 - 852             | Fréculf                                         | Radulfus, cité en 833 comme suppléant (adstipulator)                                                                                           |
|          | vers 853 - 876        | Hairard                                         | |
|          | 882                   | Anségise                                        | |
|          | vers 985 - 1022       | Roger                                           | |
|          | vers 1022 - vers 1025 | Robert I                                        | |
|          | vers 1026 - 1049      | Herbert                                         | |
|          | 1049 - 1077           | Hugues d’Eu                                     | |
|          | 1077 - 1101           | Gilbert Maminot                                 | |
|          | 1101 - 1102           | Foucher                                         | Il est le frère de Ranulf Flambard, l'évêque de Durham, qui est gardien de l'évêché de 1102 à 1105.                                            |
|          |                       | Ranulfe                                         | |
|          |                       | Guillaume                                       | |
|          | 1107 - 1141           | Jean Ier                                        | |
|          | 1141 - 1181           | Arnoul                                          | |
|          | 1182 - 1192           | Raoul de Varneville                             | |
|          | 1192 - 1202           | Guillaume Ier de Rupierre                       | |
|          | 1202 - 1219           | Jourdain du Hommet                              | |
|          | 1218 - 1250           | Guillaume II de Pont-de-l'Arche                 | |
|          | 1250 - 1267           | Foulques Dastin                                 | |
|          | 1267 - 1285           | Guy Ier du Merle                                | |
|          | 1285 - 1298           | Guillaume III d'Asnières                        | |
|          | 1299 - 1302           | Jean II de Samois                               | |
|          | 1302 - 1336           | Guy II de Harcourt                              | |
|          | 1336 - 1349           | Guillaume IV de Charmont                        | |
|          | 1349 - 1358           | Guillaume V Guitart                             | |
|          | 1358 - 1360           | Jean III de Dormans                             | Cardinal-prêtre des Quatre Saints couronnés (1368).                                                                                            |
|          | 1360-1368             | Adhémar Robert                                  | Cardinal-prêtre au titre de Sainte-Anastasie (1342)                                                                                            |
|          | 1368 - 1377           | Alphonse Chevrier                               | |
|          | 1377 - 1382           | Nicole Oresme                                   | Conseiller du roi Charles V le Sage. |
|          | 1382 - 1415           | Guillaume VI d'Estouteville                     | Précédemment évêque d'Évreux (1374-1376), puis d'Auxerre (1376-1382).                                                                          |
|          | 1415 - 1418           | Pierre Ier Fresnel                              | Précédemment évêque de Meaux (1390-1409) et de Noyon (1409-1415).                                                                              |
|          | 1418                  | Mathieu du Boscq                                | |
|          | 1420 - 1424           | Branda Castiglioni                              | Précédemment Évêque de Plaisance (1404-), cardinal-prêtre de S. Clemente, cardinal-évêque de Porto e Santa Rufina et cardinal-évêque de Sabina |
|          | 1424 - 1432           | Zanon de Castiglione                            | Parent de Branda Castiglioni. |
|          | 1432 - 1442           | Pierre II de Cauchon de Somièvre                | Précédemment évêque de Beauvais (1420-1432).                                                                                                   |
|          | 1443 - 1447           | Pasquier de Vaux                                | |
|          | 1447 - 1474           | Thomas Basin                                    | |
|          | 1474-                 | Louis II Raguier                                | Mort avant son sacre. Conseiller clerc au Parlement de Paris. Frère aîné de Jacques Raguier évêque de Troyes                                   |
|          | 1474 - 1482           | Antoine Raguier                                 | |
|          | 1482 - 1505           | Étienne Blosset de Carrouges                    | Précédemment évêque de Nîmes (1481-1482). |
|          | 1505 - 1539           | Jean IV Le Veneur de Tillières                  | Cardinal. Neveu d'Étienne Blosset de Carrouges.                                                                                                |
|          | 1539 - 1558           | Jacques d'Annebault                             | Frère de l'amiral Claude d'Annebault et neveu de Jean IV Le Veneur de Tillières. Cardinal-prêtre de S. Susanna.                                |
|          | 1560 - 1578           | Jean V Hennuyer                                 | Premier aumônier des rois Henri II, François II, Charles IX et Henri III.                                                                      |
|          | 1578                  | Denis Rouxel                                    | |
|          | 1580 - 1583           | Jean VI de Vassé                                | |
|          | 1584 - 1598           | Anne de Pérusse d'Escars (ou des Cars) de Givry | Cardinal-prêtre de S. Susanna (1596). |
|          | 1598 - 1617           | François Rouxel de Médavy                       | |
|          | 1617 - 1621           | Guillaume VII Du Vair                           | Garde des sceaux sous Louis XIII |
|          | 1622 - 1634           | Guillaume VIII Aleaume                          | Précédemment évêque de Riez (1615-1622). Neveu de Guillaume VII du Vair.                                                                       |
|          | 1636 - 1646           | Philippe Cospéan                                | Précédemment évêque d'Aire (1606-1621) et de Nantes (1621-1636).                                                                               |
|          | 1646 - 1677           | Léonor Ier Goyon de Matignon                    | Précédemment évêque de Coutances (1627-1646).                                                                                                  |
|          | 1677 - 1714           | Léonor II Goyon de Matignon                     | Neveu de Léonor Ier Goyon de Matignon. |
|          | 1714 - 1760           | Henri-Ignace de Brancas                         | Frère de Louis de Brancas, maréchal de France et de Jean-Baptiste de Brancas (1693-1770), archevêque d'Aix.                                    |
|          | 1761 - 1783           | Jacques-Marie de Caritat de Condorcet           | Précédemment évêque de Gap (1741-1754) et d'Auxerre (1754-1761). Il est l'oncle de Nicolas de Condorcet.                                       |
|          | 1783 - 1791           | Jules-Basile Ferron de La Ferronays             | Précédemment évêque de Saint-Brieuc (1770-1775) et de évêque de Bayonne (1775-1783). Dernier évêque de Lisieux                                 |

## Évêques de Bayeux et Lisieux
Le siège épiscopal de Lisieux est supprimé par le concordat du 15 août 1801.
Le 12 juin 1855, restauration du titre d'évêque de Lisieux par un bref de Pie IX et par un décret de l'Empereur, conféré à tous les évêques de Bayeux.
- Louis-François Robin, premier évêque de Bayeux et Lisieux, 1855, † 1855
- Charles-Nicolas-Pierre Didiot, 1856-1866, † 1866
- Flavien-Abel-Antoine Hugonin, 1867-1898, † 1898
- Léon Adolphe Amette, cardinal, 1898-1906, † 1920
- Thomas-Paul-Henri Lemonnier, 1906-1927, † 1927
- Emmanuel-Célestin-Jean-Baptiste Suhard, cardinal, 1928-1931, † 1949
- François-Marie Picaud, 1931-1954, † 1960
- André Jacquemin, 1954-1969, † 1975
- Jean Badré, 1969-1988, † 2001
- Pierre Pican, 1988-2010 † 2018
- Jean-Claude Boulanger, 2010-2020
- Jacques Habert, 2020- Aujourd'hui